# گنوا (اوهایو)
گنوا(به انگلیسی: Geneva) شهری در ایالت اوهایو کشور ایالات متحده آمریکا است که جمعیت آن در سرشماری سال ۲۰۱۰ میلادی، ۶٬۲۱۵ نفر بوده‌است.